# Pierre-Émile Durand
 (juillet 2011).
Si vous disposez d'ouvrages ou d'articles de référence ou si vous connaissez des sites web de qualité traitant du thème abordé ici, merci de compléter l'article en donnant les références utiles à sa vérifiabilité et en les liant à la section « Notes et références ».
Pierre-Émile Durand, né le 14 août 1948 à Amboise est un artiste peintre, écrivain, céramiste.

## Biographie
Ancien professeur d'Université, fondateur et Directeur Général du Centre franco-japonais de l'Université de Rennes 1, il se consacre à la peinture et à l'écriture depuis 1997. Son atelier-galerie est situé en Bretagne, à Saint-Gildas de Rhuys, dans le Morbihan. Il est connu pour ses paysages marins, ses peintures japonaises ainsi que cambodgiennes. Sa technique est variée, aquarelles, huile et pastel sur-gras, mais il travaille principalement avec cette dernière matière sur des papiers à gros grammage, Arches, Rives et Canson, selon un processus de superpositions de peinture et de vernis proche de l'icône.

## Expositions
Expositions  récentes : Osaka (Ikari Gallery), Sendaï ( Cira Gallery), Paris (Galerie New Art), Rennes (Galerie Ikkon, Château de Poligné), Château de Trévarez, Caen (Galerie Hémisphères), Brest (Dialogue), etc.

### Expositions  permanentes
En galeries
- Pont-Aven (Finistère) : Atelier d’Ernest
- Vannes (Morbihan) : Galerie Doyen
- Perros-Guirec (Côtes d’Armor) : Galerie de la Poste

À l’atelier-galerie du Grand Mont de Saint-Gildas de Rhuys (56)

## Critiques
« Oserons-nous dire que ceci est le plus beau livre jamais paru en France sur le Japon ?…ce document est dû à un universitaire à la palette particulièrement riche… Artiste, il a peint lui-même les 41 pastels très remarquables qui illustrent le livre. Fin lettré, il a enrichi … toute personne en relation avec le Japon -relation personnelle, relation d’affaires ou tout simplement culturelle- appréciera ce livre fin et subtil qui fait un point remarquable entre spiritualité, nature, culture et mode de vie,… »

— Patrick Fauconnier, « Le Japon jamais vu », in Le Nouvel Observateur (mars 1999)

« Précieuses, raffinées… les œuvres de cet artiste … sont, dans la forme comme dans le fond, un concentré de culture nippone, d’un chromatisme frais et vivace, exécutées sur papier dans un médium subtil constitué d’huile et de cire… elles sont autant d’allusions mystérieuses au rythme des saisons »

— La gazette de l'Hôtel Drouot (mai 1998)

« PED a tous les talents : il sait voir, peindre, écrire, comprendre… À côté des images peintes dont on admirera le merveilleux talent, on pourra lire, en effet, une longue suite d’ « images écrites »… tout cela est foisonnant de talents, d’idées, de trouvailles, de sensibilité, d’amour. »

— Marc Hérissé in Orphéus Revue Internationale de Poésie (1999)

« Ce livre est une sorte de somme de ce qu’il a découvert du Japon, un trésor pour ses étudiants, appelés à voyager au pays du soleil levant, pour les entrepreneurs  et pour les visiteurs de ce pays étrange à nos yeux. »

— Jean-Pierre Attal in Ouest France (1998)

« PED est un artiste. Il a un œil, il prend les matières avec ses doigts et rend les impressions fugitives. Peintures reposantes, parfois silencieuses, même quand les pas craquent dans la neige à Hirosaki, quand le ruisseau de neige siffle légèrement, quand les bambous « bruissent derrière la maison de Kamo »… Oui, c’est un livre au cœur, un livre de cœur, dans lequel l’auteur rend hommage à ses maîtres, forêt, montagne, solitude, herbe, …, Lafcadio Hearn, sable, silence, pureté, dépouillement… le fil qui traverse ce livre est celui de la vie, un livre respirant, palpitant non sans souffrance d’ailleurs »

— Gérard Pernon in Choses japonaises n°13 (1999)

« L’âme est dans les cinq sens. PED la révèle par son œil et sa main et il voyage dans le vent ascendant qui porte le chamane…Quand j’ai vu son Fuji d’hiver, j’ai senti sur mes doigts le piquant de l’air froid… PED est dans la même patrouille que lui (… Donald Keene), avec Simon Leys et Nicolas Bouvier, bien sûr. »

— François Gonse, préface du Japon des 4 saisons (1999)

## Œuvres
- Le Japon des 4 saisons, Éditions du Carabe, 1998
- La Bretagne, horizons sensibles, Éditions du Télégramme et du Carabe, 2002, Prix de l'Académie de Marine
- 36 vues du golfe du Morbihan, Éditions Apogée 2007
- L'ABCdaire du vin, Éditions Flammarion, 2000

### Illustrations poétiques
- œuvres poétiques d’Ulstar Pietri (Grabados Japanese Editions de la TILV) avril 2001
- illustrations des poèmes d’André Mathécade - revue Poésie-Peinture-Philosophie PPP n°1er mars 2003